# Shichirō Fukazawa
Pour les articles homonymes, voir Fukazawa.
Shichirō Fukazawa (深沢 七郎, Fukazawa Shichirō) est un écrivain et guitariste japonais né le 29 janvier 1914 à Isawa, dans la préfecture de Yamanashi,
et mort le 18 août 1987 à Shōbu, dans la préfecture de Saitama.

## Biographie
Il termine ses années de collège puis mène une vie de vagabond et devient guitariste. En 1954 il se produit au Nichigeki Music Hall (日劇ミュージックホール).
Sa première nouvelle, La Ballade de Narayama (楢山節考, Narayama bushiko), gagne le prix de l'Homme nouveau du magazine Chūōkōron en 1956, et est deux fois adaptée au cinéma. D'abord par Keisuke Kinoshita en 1958 (La Ballade de Narayama), puis par Shôhei Imamura en 1983 (La Ballade de Narayama). Ce dernier remporte la Palme d'or au Festival de Cannes 1983.

## Affaire Shimanaka
En décembre 1960, l'éditeur Chūōkōron Shinsha publie sa satire historique The Tale of the Elegant Dream (風流夢譚, Fūryū mutan, aussi connue comme The Story of a Dream of Courtly Elegance),,
dans laquelle le narrateur rêve que la gauche a pris le pouvoir au palais impérial et a décapité le prince Akihito et la princesse Michiko devant une foule admirative. Cette fiction provoque la colère de l'Agence impériale, et les nationalistes japonais manifestent quotidiennement devant le siège de l'éditeur, réclamant l'exil de Fukazawa et la fermeture de Chūōkōron.
Le 1er février 1961, Kazutaka Komori (小森 一孝, Komori Kazukata), un adolescent de 17 ans membre de l'organisation d'extrême-droite Dai Nippon Aikokutō (大日本愛国党, Great Japan Patriotic party, fondé en 1951 par Satoshi Akao), fils du député et procureur de Nagasaki, se présente au domicile du président de Chūōkōron Shinsha, Hōji Shimanaka (嶋中鵬二, Shimanaka Hōji), et demande à le rencontrer.
C'est sa domestique, Kane Maruyama (丸山かね, Maruyama Kane), qui lui ouvre, mais Shimanaka est absent. Komori force alors le passage, tue Maruyama en la poignardant au cœur, et poignarde à plusieurs reprises l'épouse de l'éditeur, Masako Shimanaka, au sein et au bras gauche, lui infligeant une coupure longue de 30 cm et profonde de 7 cm. Avant de s'évanouir, Masako Shimanaka demande à son jeune fils d'appeler une ambulance. Tôt le lendemain, Komori se rend à la police et avoue avoir ciblé Hōji Shimanaka.
À la suite de ce meurtre, l'éditeur Hōji Shimanaka présente ses excuses de nombreuses fois. Chūōkōron Shinsha, jusque-là pourtant fier de sa tradition de défenseur de la liberté d'expression, commence à s'auto-censurer, et annule la publication d'un numéro spécial sur le système impérial,.
Shichirō Fukazawa se cache pendant cinq ans à Hokkaidō — car c'est la seule région depuis laquelle il n'a reçu qu'une unique lettre de menaces — et a ouvert un petit commerce d'imagawayaki.
Asahi Shinbun publie un éditorial où il conseille aux auteurs de ne pas risquer leur vie pour la liberté d'expression : It is too much for a writer to exercise his freedom of presentation to the extent where common sense is completely forgotten for the sake of art. This absurd style of writing has aroused such conduct. (« C'est dépasser la limite, pour un auteur, que d'exercer sa liberté d'expression jusqu'au point où le bon sens est oublié au nom de l'art. C'est ce style d'écriture absurde qui a suscité un tel comportement. »).
Bien que Fūryū mutan ne soit pas la première fiction à critiquer l'empereur, c'est la première à avoir déclenché de telles réactions.
Cette affaire, connue sous le nom de Shimanaka jiken (嶋中事件), est un tournant dans la liberté d'expression au Japon : depuis février 1961, il n'y a plus eu aucune œuvre (autre qu'underground) présentant un point de vue anti-impérial. On parle du « Tabou du chrysanthème », en référence au sceau impérial du Japon.

## Prix
- 1956 : Prix de l'Homme Nouveau du magazine Chūōkōron pour Narayama (楢山節考, Narayama bushiko?)
- 1981 : Prix Tanizaki pour Michinoku no ningyotachi (みちのくの人形たち?)

## Liste des œuvres traduites en français
- 1956 : Etude à propos des chansons de Narayama (楢山節考), nouvelle traduite par Bernard Frank, Gallimard, 1959 ; Gallimard (collection "Folio"), 1980 ; Gallimard (collection "L'Imaginaire"), 2008.
- 1959 : Le Plus somptueux des trônes (東京のプリンスたち), dans Le Serpent à Plumes n°19, nouvelle traduite par Jean-Jacques Tschudin, Le Serpent à Plumes, 1993.